# مزاحم نشوید (فیلم ۲۰۱۲)
مزاحم نشوید (انگلیسی: Do Not Disturb) فیلمی فرانسوی در سبک کمدی و درام به کارگردانی ایوان آتال است که در سال ۲۰۱۲ منتشر شد. از بازیگران آن می‌توان به آزیا آرجنتو، شارلوت گنزبور، فرانسوا کلوزه، لتیسیا کاستا، و ایوان آتال اشاره کرد.